# NK Bregana
Nogometni klub Bregana bio je hrvatski nogometni klub iz Bregane kraj Samobora.

## Povijest
Klub je osnovan 1950. pod nazivom Građevinar. Dvije godine kasnije dvaput mijenja ime: prvo u Motor, pa u Bregana. Od 1992. do 1993. zvao se Bregana-Rostšport, od 1993. do 1994. EBM-Bregana te od 1997. do 1998. Graničar 151.
Prestao je postojati 2023. kada se ujedinio s Klokočevcem u Kobre Samobor.

## Vanjske poveznice
- Profil, HNS Semafor